# 253e régiment d'infanterie

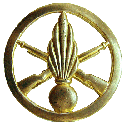
insigne de béret d'infanterie

Le 253e régiment d'infanterie (253e RI) est un régiment d'infanterie de l'Armée de terre française constitué en 1914 avec les bataillons de réserve du 53e régiment d'infanterie.
À la mobilisation, chaque régiment d'active crée un régiment de réserve dont le numéro est le sien plus 200.

## Création et différentes dénominations
- août 1914 : constitution du 253e Régiment d'Infanterie à Perpignan. Il part pour la zone des armées le 15 août 1914.
- Son effectif à l'organisation est de 37 officiers et 2212 sous-officiers et hommes du rang.
- 8 septembre 1917 : dissolution du régiment dans le secteur de Fère-en-Tardenois.

## Chefs de corps
- du août 1914 au 26 mars 1915 : lieutenant-colonel Baptiste Salagnac (évacué pour maladie).
- du 26 mars 1915 au 3 avril 1915 : chef de bataillon Martin (par intérim).
- du 3 avril 1915 au 30 juin 1915 : lieutenant-colonel Henri Girolami (évacué après un accident).
- du 30 juin 1915 au 8 septembre 1917 : chef de bataillon puis lieutenant-colonel Martin.

## Historique des garnisons, combats et batailles

### Première Guerre mondiale

#### Affectation
- 41e Division d'Infanterie de décembre 1914 à juin 1916[1],[2]
- 161e Division d'Infanterie d'octobre 1916 juin à septembre 1917

#### 1914
Embarquement les 15 et 16 août 1914 avec des hommes venus des Pyrénées-Orientales, mais aussi de l'Aude et du Tarn. Le commandement est assuré par le lieutenant-colonel Salagnac.
Débarquement à Belfort à la même période.
Premier engagement le 19 août 1914 dans la deuxième bataille de Mulhouse. Il subit de lourdes pertes. Le régiment est alors placé en deuxième ligne pour fortifier le front et soutenir les régiments en avant-poste.
Le 26 août 1914, le 253e RI retourne sur le territoire de Belfort pour construire des défenses.
Mission de reconnaissance le 9 septembre dans la région de Ferette.
Prise des avant-postes au col du Bonhomme dans les Vosges le 21 septembre.
Occupation de la côte 607 (au-dessous de Lusse) qui descend entre les villages de Lesseux et d'Herbopaire à partir de novembre 1914, jusqu’en mars 1915.

#### 1916
Le 12 février 1916, la côte 766 est prise par l’ennemi. Il domine alors toute la vallée du Blanc Ruisseau. le 13 au matin le 253e réalise une contre-attaque et rétablit intégralement la position.
Le 18 décembre jonction avec la septième armée (armée des Vosges).
Le 20 mars 1916, le 253e est relevé à la Croix-au-Prêtre. Il occupe le secteur du Ban-de-Sapt. Relève le 20 juin 1916.
Le 22 juin 1916 il échoit au 253e un bataillon du 343e régiment alors dissous.
Le 17 juillet 1916 le 253e régiment relève le 35e régiment d'infanterie dans le sous-secteur de Sattel-Altmatt. Le 253e régiment combat à Reichakerkopf en Alsace, entre Reichacker, le fortin Haas et le col de Sattel.
En octobre 1916, le régiment part à Arches pour se rétablir. C'est à ce moment-là qu'ils apprennent que le 253e RI et le 215e sont fondus dans une nouvelle division, la 161e. Les anciens membres du 253e RI repartent en Alsace à Sattel, Braunkopf et Reichacker..

#### 1917
Occupation le 2 janvier 1917 des cantonnements de Sentheim, Gewerherin et Soppe-le-Haut.
Occupation le 8 janvier du secteur de Gérardmer.
Reprise le 12 janvier du sous-secteur du Sattel-Altmatt.
Relève du 215e le 5 mai 1917 au Lac Noir.
Le 7 juillet repos à Saint-Maurice jusqu'au 16.
Le 18 juillet il arrive à ses cantonnements définitifs à Saint-Germain, Romagny et Bethonvilliers.
Le 25 juillet le régiment s'embarque en chemin de fer pour Chapelle-sous-Rougement ; il débarque le lendemain à Château-Thierry.
Le régiment après avoir cantonné à Verdilly, à Mont-Notre-Dame et enfin à Dhuizel effectue la relève à la gauche de la zone B dans la nuit du 30 au 31 juillet puis à la droite dans celle du 31 au 1er août.
Le régiment est relevé dans la nuit du 20 au 21 août par le 36e régiment.
Installation le 22 août dans ses cantonnements à Villeneuve-sur-Fère, Villiers-sur-Fère et Villemoyenne.
Le 31 août arrive un ordre du G.Q.G ordonnant la dissolution d'un régiment, le 253e est désigné à cause de son nombre plus élevé d'effectifs.
Le 9 septembre 1917 le 253e régiment cesse d'exister.

## Drapeau
Il porte, cousues en lettres d'or dans ses plis, les inscriptions suivantes :
- Alsace 1914
- L'Aisne 1917

## Personnages célèbres ayant servi au253eRI
Le préfet Albert Durocher 1885 - 1960

### Sources et bibliographie
Martinez Renaud, Comme des fleurs d'héroïsme: L'épopée du 253e RI de Perpignan pendant la Grande Guerre, Rivesaltes: L'Agence Presse-Éditions, 4e trimestre 2008, 189 pp.